# Stafford Cripps
Sir Richard Stafford Cripps (24. dubna 1889, Londýn, Anglie – 21. dubna 1952, Curych, Švýcarsko) byl britský státník, právník a diplomat. V mládí působil jako úspěšný advokát, v době mezi světovými válkami jako poslanec Dolní sněmovny patřil k radikální levici. Za druhé světové války vynikl jako velvyslanec v Sovětském svazu (1940–1942), v roce 1942 vedl neúspěšná diplomatická jednání s Indickým národním kongresem (tzv. Crippsova mise). Souběžně zastával funkce v Churchillově koaliční vládě. Po roce 1945 byl jako ministr obchodu (1945–1947) a ministr financí (1947–1950) jedním z hlavních iniciátorů nepopulárních, ale úspěšných úsporných opatření. Politiku opustil v roce 1950 ze zdravotních důvodů a nedlouho poté zemřel na rakovinu ve Švýcarsku.

## Mládí a počátek politické kariéry

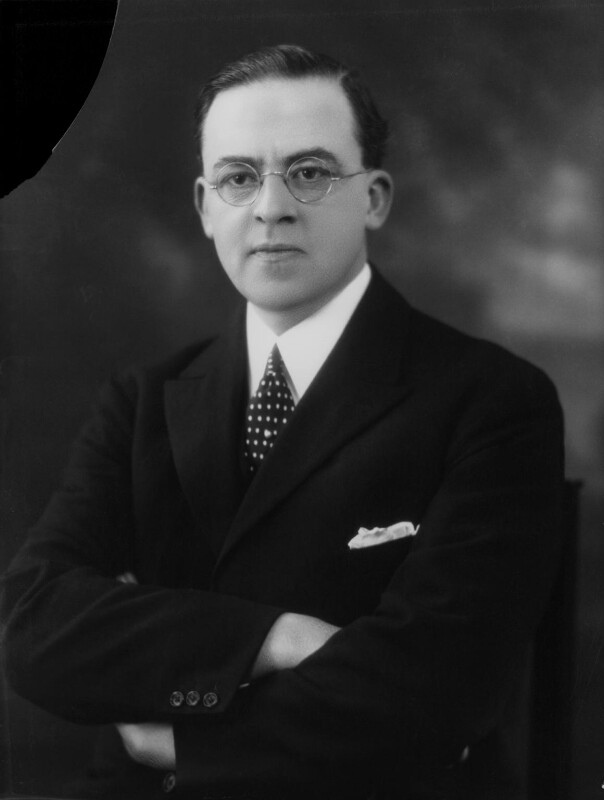
Stafford Cripps jako nejvyšší státní zástupce (solicitor general) (Národní portrétní galerie, 1930)

Pocházel ze starobylé obchodnické rodiny, která se od 16. století připomíná v Cirencesteru, členové rodu se později v několika generacích uplatňovali jako právníci. Stafford se narodil jako nejmladší ze čtyř synů významného právníka a konzervativního politika Charlese Crippse, 1. baron Parmoora (1852–1941). Středoškolské vzdělání získal ve Winchesteru, poté studoval na Imperial College London, nejprve chemii, ale nakonec absolvoval práva. Od roku 1913 působil jako právník, za první světové války byl řidičem Červeného kříže. V meziválečném období působil jako advokát a věnoval se především problematice patentů a autorských práv. Patřil v té době nejlépe placeným právníkům, v roce 1927 byl jmenován královským justičním radou (King's Counsel) a v roce 1930 byl povýšen do šlechtického stavu. V letech 1931–1950 byl poslancem Dolní sněmovny za Labouristickou stranu a v letech 1930–1931 krátce nejvyšším státním zástupcem (solicitor general). Během třicátých let pak jako levicový poslanec vystupoval jako odpůrce růstu fašismu v Německu, zároveň ale kritizoval zvýšenou míru zbrojení v Británii. Angažoval se v několika levicově zaměřených organizacích, nakonec se dostal do sporu s vedením Labouristické strany a v roce 1939 z ní byl vyloučen.

## Velvyslanec v Sovětském svazu a mise do Indie

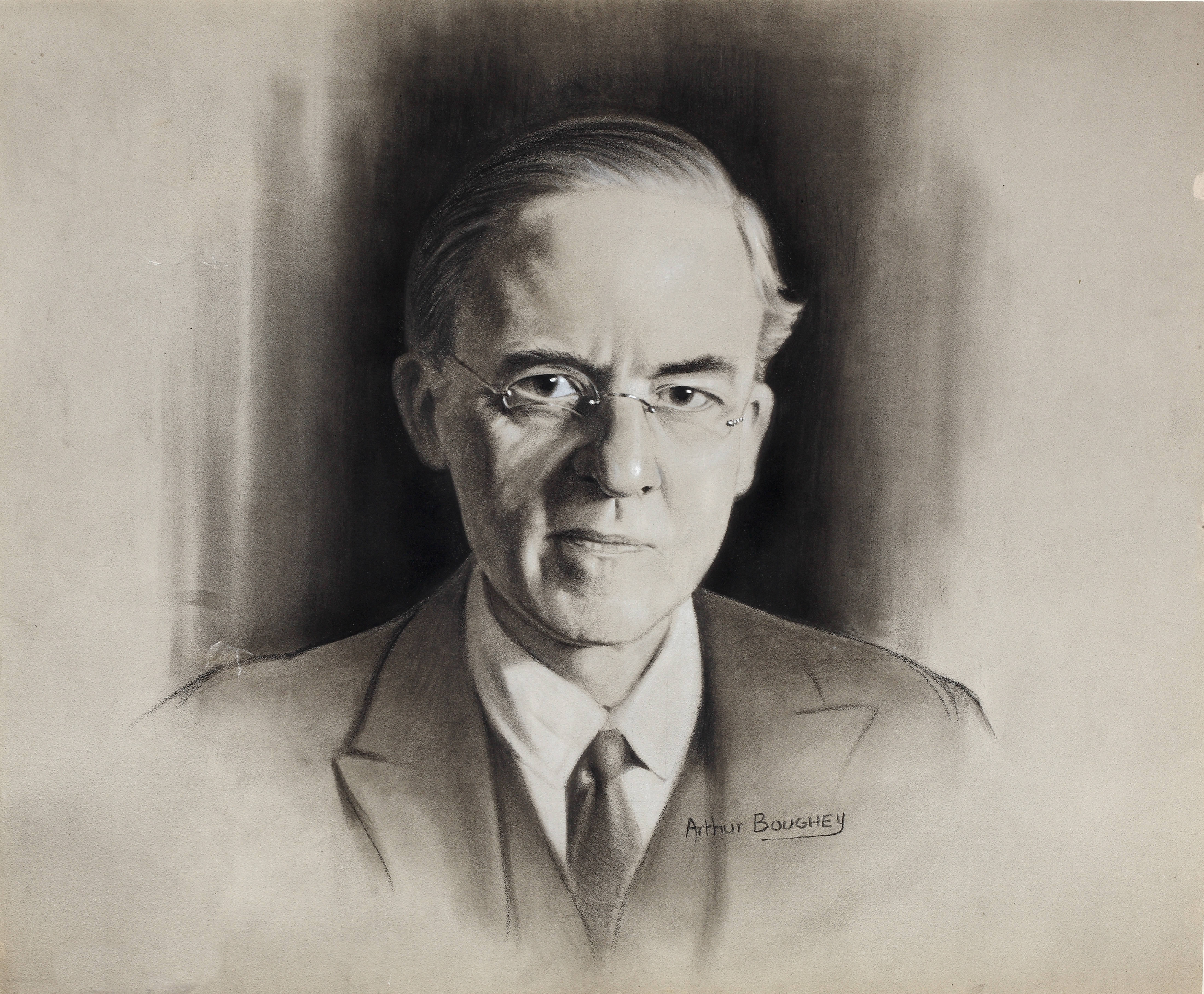
Portrét z období druhé světové války

Jako nezávislý poslanec dostal další významné příležitosti během druhé světové války od Churchillovy koaliční vlády. V červnu 1940 byl jmenován velvyslancem v Sovětském svazu, kam byl vyslán díky svým sympatiím k marxismu a lepší možnosti vyjednávat se Stalinem. Jeho diplomatická úloha v Moskvě nabyla na důležitosti po německém vpádu do Sovětského svazu v červnu 1941, kdy se stal klíčovou osobnosti utváření koalice mezi Západem a Sovětským svazem. Sám nebyl úplně přesvědčen o správnosti koalice se Stalinem, ale po návratu z Moskvy v lednu 1942 patřil k nejpopulárnějším osobnostem v Británii, od roku 1941 byl též členem Tajné rady. Tehdy aspiroval také na funkci premiéra, protože Churchillova obliba v té době značně poklesla. Nakonec v Churchillově vládě přijal post lorda strážce tajné pečeti a zároveň byl mluvčím vlády v Dolní sněmovně.

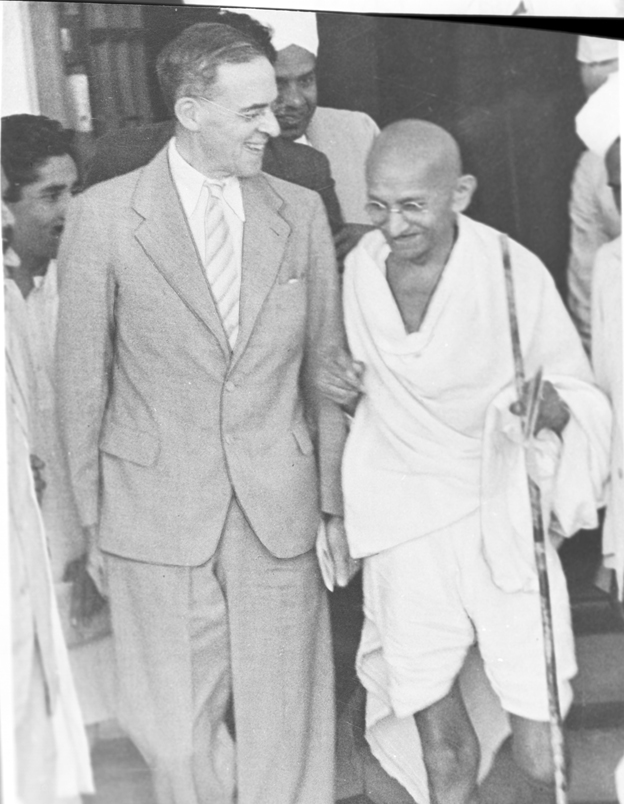
Stafford Cripps s Gándhím během mise v Indii (1942)

Na jaře 1942 byl jmenován do čela diplomatické mise do Indie (tzv. Crippsova mise). Nutnost vyjednávat s Indií vznikla krátce po pádu Singapuru do japonského područí a nutnosti ochránit britské kolonie v jihovýchodní Asii. Indie byla sice formálně ve válečném stavu s fašistickými mocnostmi, ale ochota vůdců Indického národního kongresu bojovat za britské zájmy byla značně omezená. Cripps měl za úkol nabídnout Indii poválečný statut dominia s rozsáhlejšími možnostmi Indů podílet se na státní správě. Britské návrhy však Indický národní kongres shledal jako nedostačující. Gándhí a Néhrú přiměli Crippse, aby návrh přepracoval, na další ústupky ale odmítl Churchill přistoupit. Cripps nakonec jednání s indickými představiteli ukončil a vrátil se do Anglie, přestože na pokračování mise apeloval i americký prezident Roosevelt. Levicově orientovaný Cripps byl sám stoupencem rozvolnění koloniálního systému a z této doby pochází jeho výrok: "Stačí zalistovat stránkami britské imperiální historie a člověk musí sklopit hlavu studem, že je Brit." Po návratu do Londýna se Cripps ve válečném kabinetu stal ministrem pro leteckou výrobu (Minister for Aircraft Production, 1942–1945), zároveň zastával čestný post lord rektora univerzity v Aberdeenu (1942–1945).

## Poválečné období

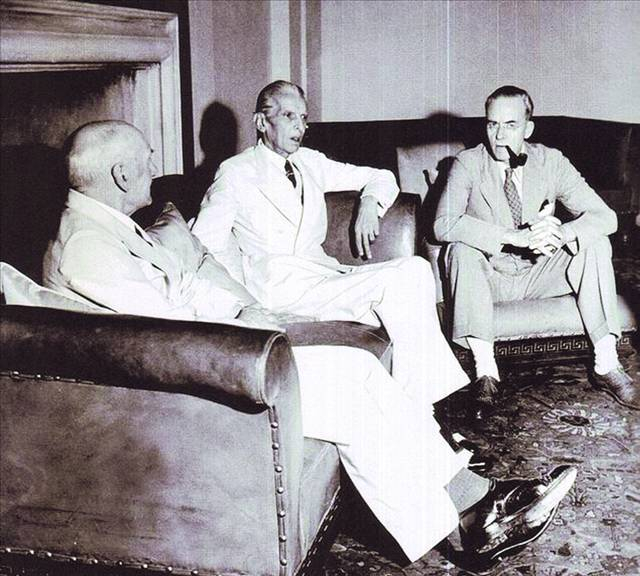
Pákistánský národní vůdce Muhammad Alí Džinnáh se Staffordem Crippsem (1946)

Po vítězství labouristů ve volbách v roce 1945 byl přizván do Attleeho vlády ve funkci ministra obchodu (1945–1947), poté byl krátce ministrem hospodářství (1947) a nakonec ministrem financí (1947–1950). Kvůli lepší spolupráci ve vládě tehdy slevil ze svých radikálních levicových názorů. Jako ministr obchodu inicioval překvapivě vstřícný krok vůči Sovětskému svazu, když sovětským konstruktérům v roce 1946 umožnil seznámit se s technickými detaily výroby vojenských letadel. V roce 1946 byl členem další mise do Indie s novými návrhy na státoprávní uspořádání v rámci Commonwealthu. Ani tato mise však nebyla úspěšná a již o rok později vyhlásila Indie nezávislost. Jako ministr důležitých ekonomických oborů patřil Cripps k hlavním strůjcům nepopulární, ale úspěšné hospodářské politiky po druhé světové válce. Mimo jiné se podílel na znárodnění strategických odvětví jako byly těžba uhlí nebo ocelářský průmysl. Přes nepříznivou finanční situaci a škrty v rozpočtu se mu dařilo udržovat vysoké výdaje do oblastí zdravotnictví a sociálního bydlení. Ze zdravotních důvodů odstoupil z funkce ministra financí v říjnu 1950, stejně tak rezignoval i na poslanecký mandát. O rok a půl později zemřel na rakovinu ve Švýcarsku.
V roce 1946 obdržel velkokříž Řádu britského impéria, získal čestné doktoráty na univerzitách v Oxfordu a Liverpoolu, byl též členem Královské společnosti.
Jeho manželkou byla od roku 1911 Isobel Swithinbank (1891–1979), dcera významného veterináře a prezidenta Královské zeměpisné společnosti Henryho Swithinbanka. Isobel se během druhé světové války angažovala v charitě a byla nositelkou Řádu britského impéria. Měli spolu čtyři děti.